# Thorsten Kaye
Thorsten Kaye, właściwie Thorsten Ernst Kieselbach (ur. 22 lutego 1966 we Frankfurcie nad Menem) – niemiecko-brytyjski aktor filmowy i telewizyjny, poeta.

## Życiorys

### Wczesne lata
Wychowywany w Londynie, Thorsten przybył do Stanów Zjednoczonych w 1985 na stypendium do United States International University w San Diego. Specjalizował się w zakresie wychowania fizycznego i dramacie, ale ostatecznie uzyskał stopień licencjata w dziedzinie sztuk plastycznych. Był zawodnikiem rugby w Europie. Uczęszczał na studia na Wayne State University w Detroit, gdzie w 1994 uzyskał tytuł magistra dramatu i historii teatru. Gdy miał 17 lat w Anglii otrzymał swoją pierwszą profesjonalną rolę Złej Czarownicy z Zachodu w przedstawieniu Czarnoksiężnik z Krainy Oz.

### Kariera
Związany z Hilberry Repertorium Company w Detroit, grał w repertuarze klasycznym, od Makbeta do Marka Antoniusza. Następnie przeniósł się do Los Angeles, gdzie otrzymywał role w różnych projektach telewizyjnych, w tym miniserialu CBS na podstawie powieści Sidneya Sheldona Nic nie trwa wiecznie (Nothing Lasts Forever, 1995) z Gail O’Grady, Brooke Shields i Vanessą Williams. Po przyjeździe do Nowego Jorku, aby przyjął rolę Patricka Thornharta w operze mydlanej ABC Tylko jedno życie (One Life to Live, 1995–97). Później wystąpił w roli Iana Thornharta w operze mydlanej ABC Port Charles (2003).
W 2013 zastąpił Ronna Mossa i przyjął rolę Ridge’a Forrestera w operze mydlanej CBS Moda na sukces (The Bold and the Beautiful).

## Filmografia

### Seriale TV
- 1995–97: Tylko jedno życie (One Life to Live) jako profesor Patrick Thornhart
- 1998: Sliders jako Ralph Hackett
- 1999: Air America jako Sam Moon
- 2000: Falcone jako Isadore Rechelko
- 2003: Port Charles jako dr Ian Thornhart
- 2004–2011, 2013: Wszystkie moje dzieci (All My Children) jako Zach Slater
- 2012–2013: Smash jako Nick Felder
- od 2013: Moda na sukces (The Bold and the Beautiful) jako Ridge Forrester